# Catherine Jacob

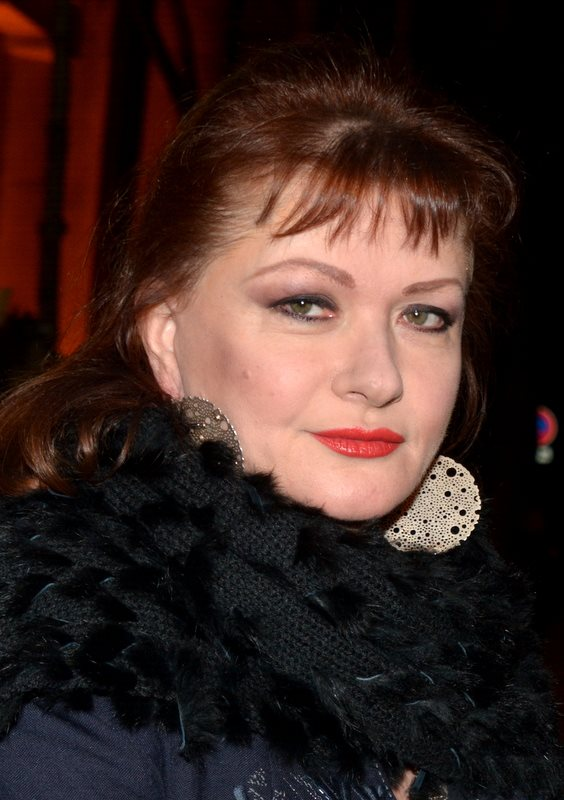
Catherine Jacob (2015)

Catherine Jacob (* 16. Dezember 1956 in Paris) ist eine französische Schauspielerin.

## Leben
Catherine Jacob studierte an der École nationale supérieure des arts et techniques du théâtre Schauspiel. Sie spielte Theater und debütierte als Filmschauspielerin in der von Guy-André Lefranc inszenierten Fernsehminiserie Dickie-roi. Als Eliane gab sie 1985 ihr Leinwanddebüt an der Seite von Juliette Binoche und Marie-France Pisier in Annick Lanoës Komödie Les nanas. Jacob wurde bereits mehrfach für den französischen Filmpreis César nominiert. Für ihre Darstellung der Marie-Thérèse in Étienne Chatiliez’ Komödie Das Leben ist ein langer, ruhiger Fluß wurde sie bei der Verleihung des César 1989 als Beste Nachwuchsdarstellerin ausgezeichnet. Drei weitere Nominierungen erhielt sie für ihre Darstellungen in Tante Daniele (1990), Dem Leben sei Dank (1991) und Neun Monate (1994).

## Filmografie (Auswahl)
- 1981: Dickie-roi
- 1985: Les nanas
- 1986: Die Liebe der Florence Vannier (L’état de grâce)
- 1987: Krank vor Liebe (Maladie d’amour)
- 1988: Das Leben ist ein langer, ruhiger Fluß (La Vie est un long fleuve tranquille)
- 1990: Tante Daniele (Tatie Danielle)
- 1991: Dem Leben sei Dank (Merci la vie)
- 1991: Mein Vater, der Held (Mon père, ce héros)
- 1992: Flucht durch die Wolken (La fille de l’air)
- 1994: Neun Monate (Neuf mois)
- 1994: Rache ist weiblich (Les braqueuses)
- 1995: Das Glück liegt in der Wiese (Le bonheur est dans le pré)
- 1996: La Tournee – Bühne frei für drei Halunken (Les grands ducs)
- 1998: Que la lumière soit!
- 2000: Die Landpartie (Les faux-fuyants)
- 2001: Unglaublich (Dieu est grand, je suis toute petite)
- 2003: Insel der Diebe (L’île atlantique)
- 2003: Wer tötete Bambi? (Qui a tué Bambi?)
- 2006: Dikkenek
- 2006: Sie muss meine Tochter sein (L’enfant d’une autre)
- 2011: Livid – Das Blut der Ballerinas (Livide)
- 2014: Urlaub vom Führerschein (Tout est permis)
- 2014: L’ex de ma vie
- 2014: Lili Rose
- 2016: Heimliche Küsse (Baisers cachés)
- 2017: Das ist unser Land! (Chez nous)
- 2017: Wie die Mutter, so die Tochter (Telle mère, telle fille)
- ab 2021: Demain nous appartient (Fernsehserie)
- 2022: Die Rumba-Therapie (Rumba la vie)

## Auszeichnung (Auswahl)
- César 1989: Beste Nachwuchsdarstellerin für Das Leben ist ein langer, ruhiger Fluß
- César 1991: Nominierung als Beste Nebendarstellerin für Tante Daniele
- César 1992: Nominierung als Beste Nebendarstellerin für Dem Leben sei Dank
- César 1995: Nominierung als Beste Nebendarstellerin für Neun Monate
- 2019: Komtur des Ordre des Arts et des Lettres[1]